# Agaïda
Agaïda est une localité située dans l'arrondissement de Bogo, département du Diamaré et région de l’Extrême-Nord du Cameroun. 

## Population
En 1975, la localité comptait 105 habitants, des Peuls.
Lors du recensement de 2005, on y a dénombré 237 personnes.